# Bärtige Scheintarantel
Die Bärtige Scheintarantel oder Auffällige Tarantel (Alopecosa accentuata, Synonym: Alopecosa barbipes), auch Grau-Weiß-Dunkle Pantherspinne genannt, ist eine Spinne aus der Familie der Wolfspinnen (Lycosidae). Die europäische Art zählt zu den mittelgroßen und häufigeren Vertretern der Scheintaranteln (Gattung Alopecosa).

## Merkmale
Das Weibchen der Bärtigen Scheintarantel erreicht eine Körperlänge von sechs bis zwölf Millimetern und das Männchen eine von 7,5 bis neun Millimetern. Damit ist die Art eine mittelgroße Wolfspinne, deren Körperbau die Bärtige Scheintarantel entspricht.

### Sexualdimorphismus
Wie viele Spinnen weist auch die Bärtige Scheintarantel einen auffälligen Sexualdimorphismus (Unterschied beider Geschlechter) auf, der sich in diesem Falle vor allem bei der Größe und der Färbung des Männchens und des Weibchens der Art bemerkbar macht.

#### Weibchen
Das Prosoma (Vorderkörper) des Weibchens besitzt eine dunkelbraune Grundfärbung. Der Kopfbereich des Carapax (Rückenschild des Prosomas) seitlich mit weißen Haaren bedeckt. Der Carapax verfügt über ein gelblich-braunes Medianband, gesäumt von weißen Haaren. Das Sternum (Brustschild des Prosomas) ist dunkelbraun bis schwarz gefärbt und mit einem helleren Mittelstreifen geziert.
Die Beine des Weibchens sind braun gefärbt und weisen eine dunklere Ringelung auf. Die Cheliceren (Kieferklauen) sind fast schwarz und vorne mit weißen Haaren besetzt.
Das Opisthosoma (Hinterleib) ist dorsal braun gefärbt. Es weist ein helles Medianband und weiter vorne das hellbraunes für die Scheintaranteln (Aloepcosa) typisches Herzmal auf. Letzteres ist mit schwarzen Linien und Winkeln und hinten mit schwarzen Querlinien versehen, wovon einige gewinkelt in Erscheinung treten. Ventral ist das Opisthosoma des Weibchens hell gelblich-braun gefärbt.

#### Männchen

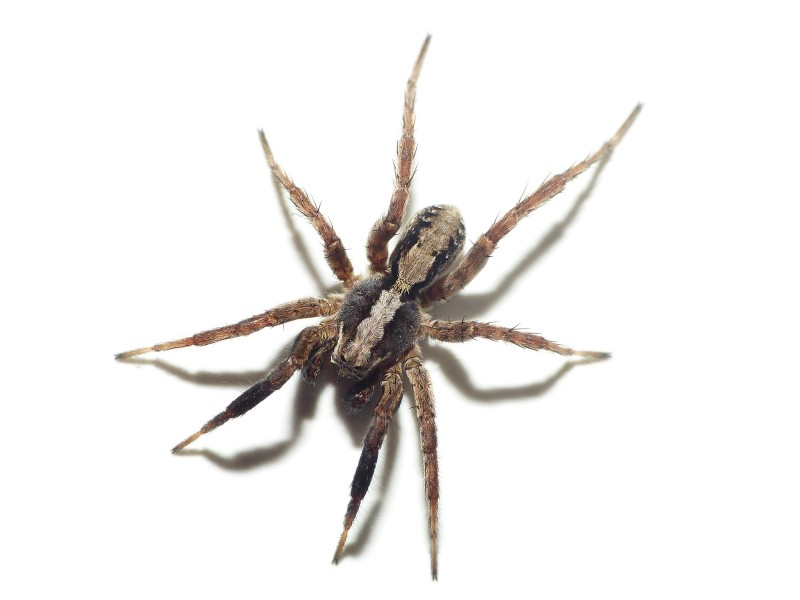
Männchen

Das Männchen besitzt ein bräunliches Prosoma, dessen Carapax von einem hellen Medianband durchzogen wird. Das Sternum (Brustschild) des Männchens besitzt eine dunkelbraune Grundfärbung.
Die Beine des Männchens sind gelblich-grau gefärbt. Die ventrale Seite der Femora und der Tibien der Beine und zusätzlich und die Metatatarsen des ersten und des zweiten Beinpaares erscheinen schwärzlich braun. Die Cheliceren des Männchens verfügen über eine gräulich-braune Farbgebung.
Das Opisthosoma des Männchens ist dorsal ebenfalls mit gewinkelten Querlinien im hinteren Bereich, die allerdings heller als bei Weibchen gefärbt sind.

### Aufbau der Geschlechtsorgane
Die Epigyne (weibliches Geschlechtsorgan) der Bärtigen Scheintarantel ist durch eine annähernd dreieckige und breite Platte gekennzeichnet.
Über den artspezifischen Aufbau der Bulbi (männliche Geschlechtsorgane) der Art liegen kaum Informationen vor.

### Ähnliche Arten

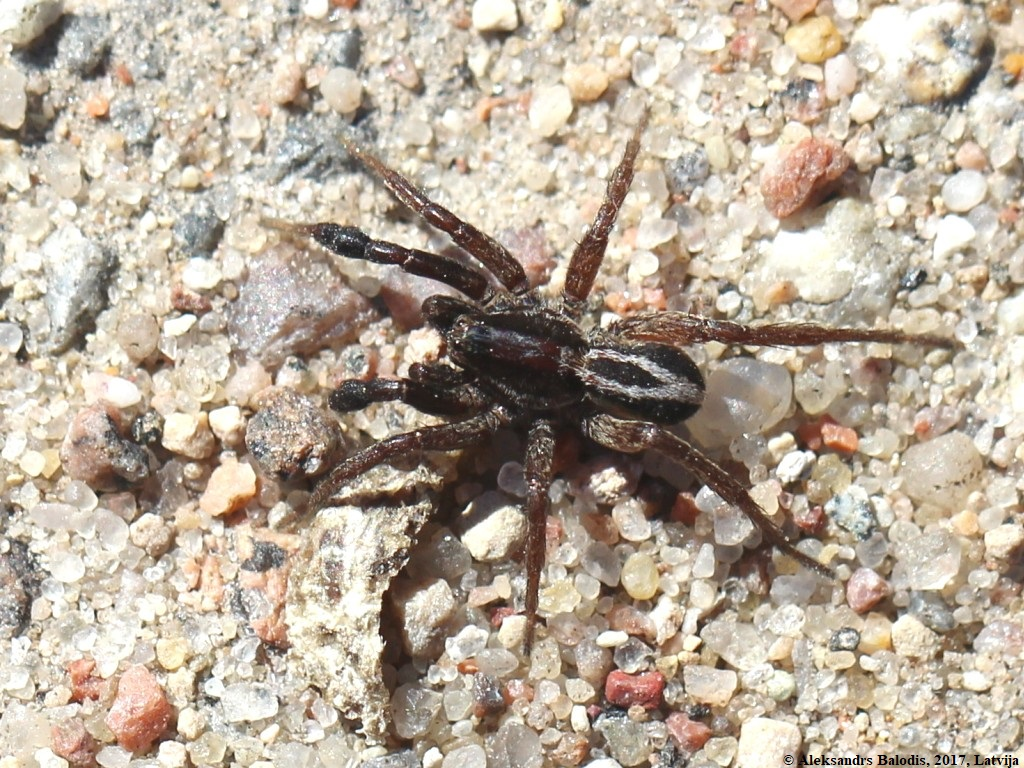
Männchen der nah verwandten Dickfußpantherspinne (A. cuneata), das wie das Männchen der Bärtigen Scheintarantel ebenfalls dunkle und verdickte Tibien beim ersten Beinpaar besitzt.

Eine der Bärtigen Scheintarantel sehr ähnliche Art ist die Pfingst-Scheintarantel (A. farinosa), die als Schwesterart der Bärtigen Scheintarantel gesehen wird. Ein wesentliches Unterscheidungsmerkmal der Männchen beider Arten ist, dass bei der Pfingst-Scheintarantel die Verdickung und die Behaarung der Tibien des ersten Beinpaares fehlt. Das Weibchen der Bärtigen Scheintarantel ist zumeist kontrastreicher als das der Pfingst-Scheintarantel gefärbt und verfügt im Allgemeinen über eine eher bräunliche Farbgebung. Ferner unterscheiden sich beide Arten hinsichtlich ihrer Verbreitung, da die Pfingst-Scheintarantel vornehmlich den Südosten Mitteleuropas besiedelt, während die Bärtige Scheintarantel nahezu ausschließlich im Nordwesten dieses geographischen Gebiets nachgewiesen wurde (siehe Abschnitt „Vorkommen“). Die jeweilige Verbreitungsgrenze beider Arten liegt in der Rhön, wo es zu Überschneidungen kommen kann.
Eine weitere etwas entfernter ähnliche Art ist die ebenfalls zu den Scheintaranteln (Alopecosa) zählende Dickfußpantherspinne (A. cuneata), die mitunter die gleichen Lebensräume wie die Bärtige Scheintarantel bevorzugt und aufgrund ihres auch den Nordwesten Europas umfassenden Verbreitungsgebietes anders als die Pfingst-Scheintarantel gelegentlich auch sympatrisch mit der Bärtigen Scheintarantel angetroffen werden kann. Ein gemeinsames Merkmal beider Arten ist die Verdickung der Tibien der männlichen Tiere. Diese Verdickung ist bei der Dickfußpantherspinne jedoch deutlich stärker ausgeprägt, sodass diese hier keulenförmig in Erscheinung treten. Ferner sind die Tibien des ersten Beinpaares hier deutlich schwächer behaart als beim Männchen der Bärtigen Scheintarantel. Generell lassen sich beide Art durch die voneinander stark abweichende Zeichnung des Opisthosoams unterscheiden.

## Vorkommen

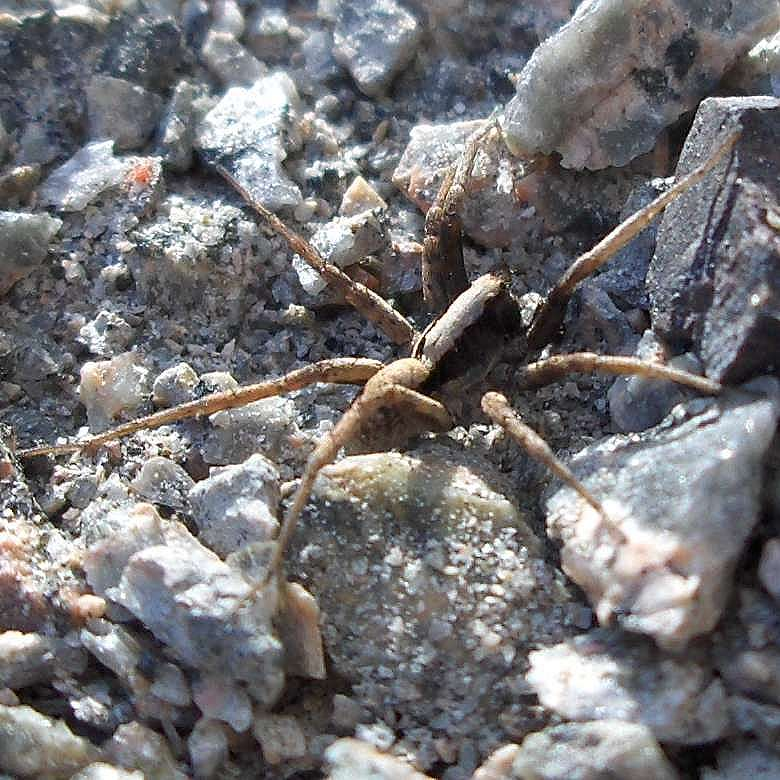
Männchen in der norwegischen Stadt Tønsberg

Die Bärtige Scheintarantel ist ausschließlich in Europa verbreitet und ist dort besonders in Mittel-, Nord- und Westeuropa vertreten. Das Verbreitungsgebiet der Art reicht nördlich bis Skandinavien (ohne Island), während es sich großflächig über Mitteleuropa, jedoch ohne Österreich und die Schweiz erstreckt und westlich auf der Iberischen Halbinsel endet und darüber hinaus auch die Britischen Inseln mit einschließt. Nachweise existieren auch aus Korsika, nicht jedoch aus Sardinien. In Deutschland ist die Art vorzugsweise im Norden nachgewiesen. In Polen ist die Bärtige Scheintarantel ebenfalls zu finden. 2008 wurde ein Vorkommen der Bärtigen Scheintarantel (hier als A. barbipes geführt) auch erstmals in Nordrhein-Westfalen in der Westruper Heide bei Haltern am See im Kreis Recklinghausen bestätigt. Auf den Britischen Inseln ist die Art vergleichsweise selten und bewohnt dort überwiegend landwirtschaftlich genutzte Gebiete in England, z. B. Leicestershire. Nach Norden hin wird sie dort noch seltener.
Die Bärtige Scheintarantel scheint in vielen Teilen Süd- und Osteuropas zu fehlen, wo lediglich Funde der Art aus Slowenien, Kroatien, Serbien und Montenegro vorliegen. Im Baltikum wurden Vorkommen der Bärtigen Scheintarantel in Litauen und in Estland vermutet. Diese Nachweise gelten heute jedoch als fraglich. Funde der Bärtigen Scheintarantel aus Luxemburg beruhen vermutlich auf einer Verwechslung mit der sehr ähnlichen Pfingst-Scheintarantel (Alopecosa farinosa) (siehe Abschnitt „Ähnliche Arten“), sodass ein mögliches Vorkommen der Art dort nicht als gesichert gilt. Ebenso erwiesen sich Nachweise der Art aus Bulgarien als fehlerhaft.

### Lebensräume

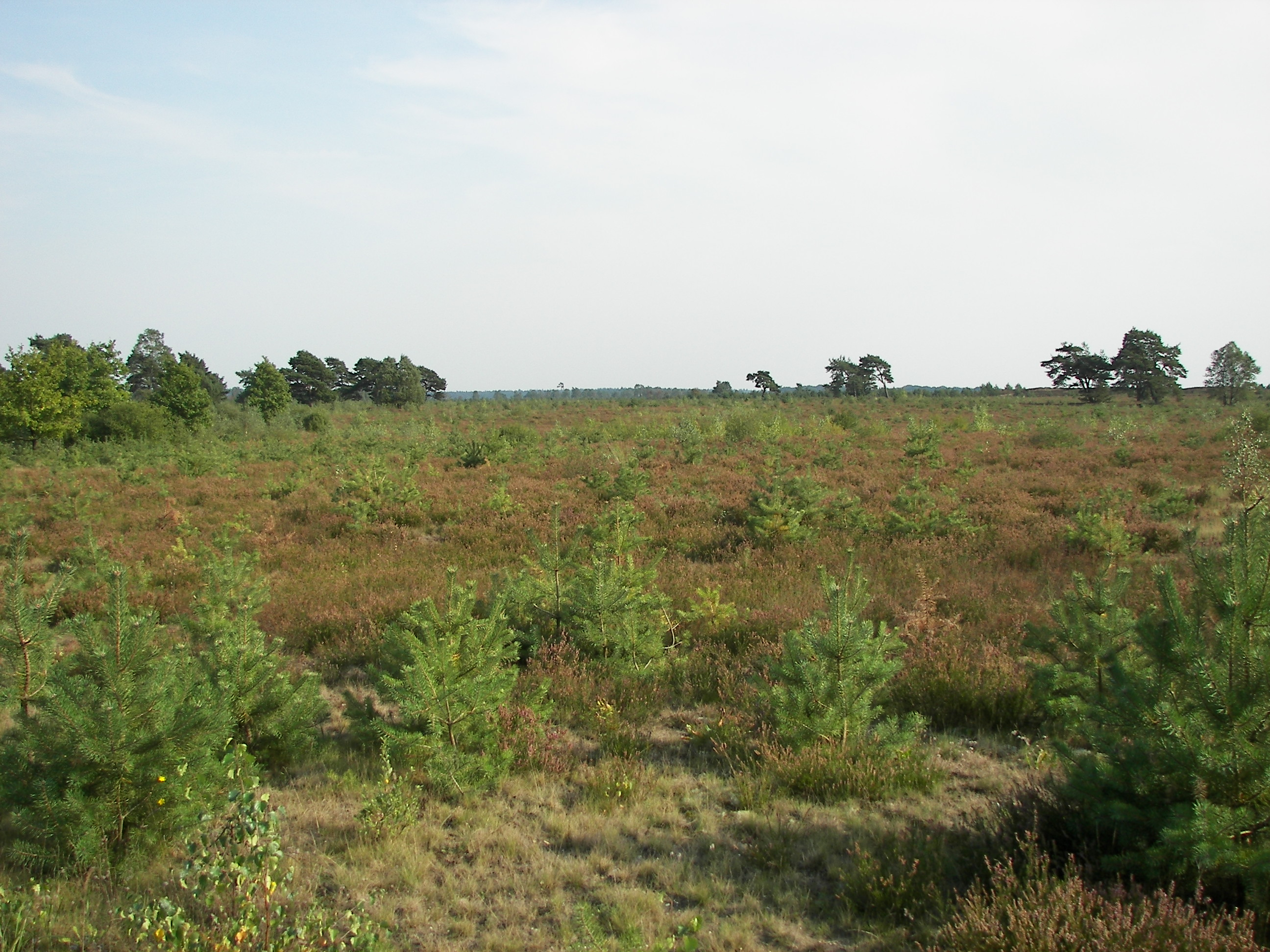
In trockenen und offenen Habitaten wie der Lüneburger Heide kann die Bärtige Scheintarantel angetroffen werden.

Die Bärtige Scheintarantel ist, wie alle Scheintaranteln (Alopecosa), xerothermophil (offene und warme Lebensräume bevorzugend) und bewohnt etwa Waldränder, Heiden, Trockenrasen oder auch andere Grasflächen.
Im Allgemeinen bevorzugt die Art Biotope mit spärlichem Bewuchs, die kaum von Menschenhand beeinflusst wurden.

### Bedrohung und Schutz
Die Bärtige Scheintarantel ist anders als einige andere Arten der Gattung in Arealen mit geeigneten Lebensräumen häufig anzutreffen und somit nicht bedroht, obgleich ein mäßiger Rückgang der Art zu vermerken ist. In der Roten Liste gefährdeter Arten Tiere, Pflanzen und Pilze Deutschlands wird die Art als „ungefährdet“ eingestuft und genießt somit keinen gesetzlichen Schutz.
Der allgemeine Bestand der Bärtigen Scheintarantel wird von der IUCN nicht gewertet.

## Lebensweise

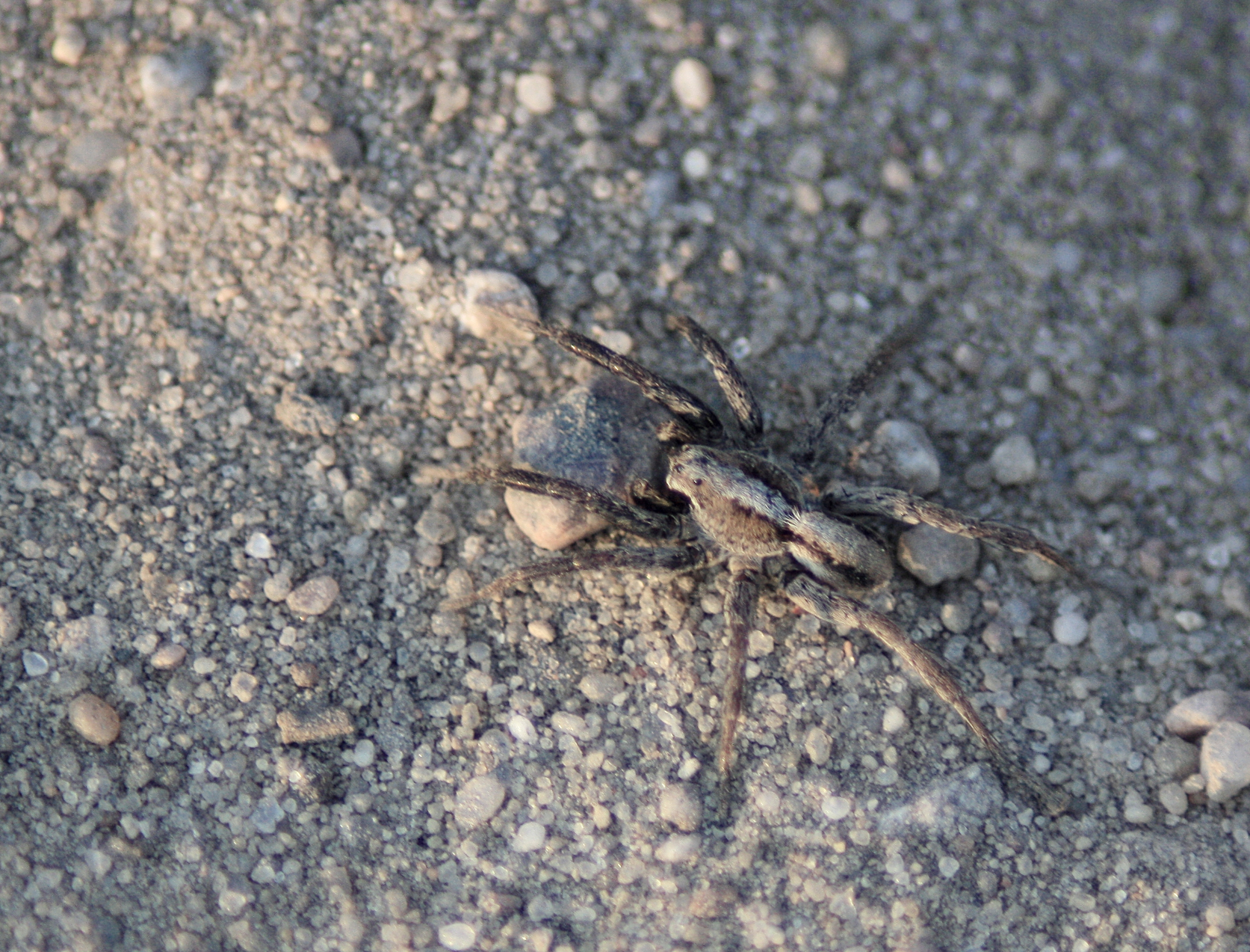
Freilaufendes Männchen

Die Bärtige Scheintarantel ist sowohl tag- als auch nachtaktiv und entspricht hinsichtlich ihrer Lebensweise der anderer Scheintaranteln (Alopecosa), womit auch das ausgewachsene Weibchen und Jungtiere beider Geschlechter dieser Art selbst gegrabene und mit Gespinsten ausgekleidete Wohnröhren anlegt und diese als Unterschlupf nutzen, während das ausgewachsene Männchen keine Wohnröhren mehr anlegt, sondern freilaufend die Verstecke von arteigenen Weibchen aufsucht.

### Jagdverhalten und Beutefang
Die Bärtige Scheintarantel jagt wie die Mehrheit der Wolfspinnen ohne Fangnetz und sucht freilaufend am Boden nach Beutetieren. Diese werden mit dem gut entwickelten Sehsinn wahrgenommen, mit dem die Spinne Beutetiere bis zu einer Entfernung von 40 cm genau wahrnehmen kann. Die Beutetiere werden dann in einem Überraschungssprung gepackt und unmittelbar danach durch einen mithilfe der Cheliceren (Kieferklauen) verabreichten Giftbiss flucht- und kampfunfähig gemacht und anschließend verzehrt.
In das Beuteschema der Bärtigen Scheintarantel fallen bevorzugt andere Gliederfüßer, die die eigene Körpergröße der Spinne nicht übertreffen.

### Lebenszyklus
Wie bei vielen in den gemäßigten Klimazonen verbreiteten Spinnenarten, gliedert sich auch der Lebenszyklus der Bärtigen Scheintarantel in mehrere Phasen und ist zudem abhängig von den Jahreszeiten.

#### Phänologie
Die Aktivitätszeit der ausgewachsenen Spinnen beider Geschlechter der Bärtigen Scheintarantel ist im Regelfall umfangreich und wird beim Männchen lediglich im August und beim Weibchen im Dezember unterbrochen. Im Allgemeinen sind Männchen der Art aber vermehrt im Frühjahr anzutreffen, die Weibchen auch noch gehäuft im Herbst. Beide Geschlechter zusammen sind besonders im Frühjahr zwischen Mitte April und Mai aktiv.

#### Fortpflanzung
Das Fortpflanzungsverhalten der Bärtigen Scheintarantel als solches weicht nicht nennenswert von dem anderer Wolfspinnen ab. Auch hier vollführt das Männchen einen für diese Familie typischen Balztanz und produziert dabei auch für das menschliche Gehör schwach vernehmbare Geräusche.
Ab Mai beginnt das Weibchen mit der Herstellung des Eikokons, den es wie für Wolfspinnen üblich permanent an den Spinnwarzen angeheftet und mit sich herumträgt. Für die Gattung ungewöhnlich, bewacht das Weibchen seinen Eikokon nicht in seiner Wohnröhre, sondern legt sich für diesen Zweck einen neuen Rückzugsort aus gerollten Laubblättern oder an Trieben von Nadelbäumen an. Die Jungtiere klettern wie bei Wolfspinnen üblich auf den Rücken ihrer Mutter und lassen sich dort für ein paar Tage von dieser Tragen, ehe sie selbstständig werden. Sie erreichen ihre Geschlechtsreife im Folgejahr.

## Systematik
Die Bärtige Scheintarantel erhielt bei ihrer Erstbeschreibung im Jahr 1817 die Bezeichnung Lycosa accentuata und wurde demzufolge von ihrem Erstbeschreiber Pierre André Latreille wie damals alle Wolfspinnen in die Gattung Lycosa eingegliedert. Von Jacobus Theodorus Wiebes wurde 1959 erstmals die heute gängige Bezeichnung Alopecosa accentuata angewandt. In die Gattung der Scheintaranteln (Alopecosa) wurde die Art bereits vier Jahre zuvor von Carl Friedrich Roewer eingegliedert, damals allerdings unter der heute als Synonym geltenden Bezeichnung A. barbipes. Vermehrt wurden sowohl A. accentuata als auch A. barbipes als Bezeichnung für die Bärtige Scheintarantel verwendet. 1987 wurden A. accentuata und A. barbipes von B. Dahlem, C. Gack und J. Martens wieder voneinander getrennt und als eigenständige Arten angesehen, während sie 2019 unter Alain Canard und M. Cruveillier A. barbipes mit der Bärtigen Scheintarantel neuerlich synonymisiert wurde.
Der Artname accentuata ist eine Abwandlung des lateinischen Verbes accentuare, das übersetzt akzentuiert, bzw. stark betont bedeutet und vermutlich auf das markante Erscheinungsbild der Art hindeutet. Der Artname des Synonyms (barbipes) bedeutet „Bartfuß“ und leitet sich von der Behaarung der Tibien des ersten Beinpaares beim Männchen der Bärtigen Scheintarantel ab.